# Noah Baumann
Noah Baumann (* 28. Februar 2002) ist ein deutscher Fußballspieler. Der Mittelfeldspieler steht beim FC Eilenburg unter Vertrag.

## Karriere

### FC Erzgebirge Aue
Baumann war ab 2015 in der Nachwuchsabteilung von Erzgebirge Aue aktiv. Für sein Team kam er sowohl in der U17 als auch in der U19 regelmäßig zum Einsatz. Daneben spielte er auch in der Landesauswahl des Bundeslandes Sachsen. Am 23. Mai 2021 stand er am 34. Spieltag der Saison 2020/21 erstmals im Profikader der 1. Mannschaft in der zweiten Bundesliga. Beim 2:1-Sieg gegen den VfL Osnabrück gab er schließlich auch sein Profidebüt, als er in der 88. Spielminute für John-Patrick Strauß eingewechselt wurde. Nach einem Foulspiel erhielt er nur vier Minuten später auch seine erste Verwarnung.

### FC Eilenburg
Zur Saison 2021/22 wechselte Baumann zum FC Eilenburg, einem Aufsteiger aus der Oberliga in die Regionalliga Nordost. Dort gab er am 25. Juli 2021 beim 1:1-Unentschieden gegen Chemie Leipzig sein Debüt. Im Saisonverlauf hat sich Baumann zum absoluten Stammspieler entwickelt und stand regelmäßig in der Startformation. Am 17. Oktober 2021 konnte er beim 3:1-Sieg gegen Germania Halberstadt sein erstes Tor im Herrenbereich erzielen, am 28. November 2021 gelang ihm bei der 1:5-Niederlage gegen Hertha BSC II sein zweites Tor. Am Ende der Saison stieg Eilenburg jedoch als 16. der Tabelle in die Oberliga Nordost ab. Auch in der neuen Saison in der Oberliga blieb Baumann Stammspieler seiner Mannschaft. Beim 1:0-Sieg gegen den Ludwigsfelder FC am 22. Oktober 2022 bekam er in der 85. Spielminute nach einem rüden Foul seinen ersten Platzverweis im Herrenbereich, wodurch er die nächsten beiden Partien gesperrt verpasste.